# Piestopleura laurae
Piestopleura laurae är en stekelart som beskrevs av Vlug 1991. I den svenska databasen Dyntaxa används istället namnet Synopeas laurae. Enligt Catalogue of Life ingår Piestopleura laurae i släktet Piestopleura och familjen gallmyggesteklar, men enligt Dyntaxa är tillhörigheten istället släktet Synopeas och familjen gallmyggesteklar. Arten är reproducerande i Sverige. Inga underarter finns listade i Catalogue of Life.